# 진산툰구
진산툰구(한국어: 금산둔구, 중국어: 金山屯区, 병음: Jīnshāntún Qū)는 중화인민공화국 헤이룽장성 이춘 시의 행정구역이다. 넓이는 1850km2이고, 인구는 2007년 기준으로 50,000명이다.

## 행정 구역
2개 가도를 관할한다.
- 가도: 奋斗街道, 金山街道.